# Праце-Малі
Праце-Малі (пол. Prace Małe) — село в Польщі, у гміні Тарчин Пясечинського повіту Мазовецького воєводства.
Населення — 202 особи (2011).
У 1975-1998 роках село належало до Варшавського воєводства.

## Демографія
Демографічна структура станом на 31 березня 2011 року:
|          | Загалом | Допрацездатний вік | Працездатний вік | Постпрацездатний вік |
| -------- | ------- | ------------------ | ---------------- | -------------------- |
| Чоловіки | 96      | 30                 | 57               | 9                    |
| Жінки    | 106     | 23                 | 61               | 22                   |
| Разом    | 202     | 53                 | 118              | 31                   |